# Unternehmensbeirat
Ein Unternehmensbeirat ist ein Gremium, das Geschäftsleitung und/oder Gesellschafter eines Unternehmens unterstützt. Beiräte in unterschiedlicher Ausprägung und Gestaltung sind sowohl bei Einzelunternehmen als auch bei Personengesellschaften und Gesellschaften mit beschränkter Haftung zu finden. Anders als bei gesetzlich vorgeschriebenen Kontrollgremien gibt es für den Unternehmensbeirat keine gesetzliche Normierung. Rechtlich sind zwei Haupterscheinungsformen des Beirats zu unterscheiden: der beratende Beirat und der organschaftliche Beirat. Der beratende Beirat hat keine Mitentscheidungsbefugnisse wie z. B. Zustimmungsvorbehalte. Er soll der Geschäftsleitung und den Gesellschaftern lediglich als Ratgeber zur Verfügung stehen. Der organschaftliche Beirat hat über die Beratung hinaus in der Regel folgende Aufgaben: Er überwacht die Geschäftsleitung und beschließt über (wichtige) Geschäfte der Gesellschaft, die nur mit seiner Zustimmung vorgenommen werden dürfen. Oft wird der Beirat nicht so genannt, sondern z. B. Gesellschafterausschuss, Aufsichtsrat oder Verwaltungsrat. Rechtlich macht das keinen Unterschied.

## Errichtung

### Organschaftlicher Beirat
Der organschaftliche Beirat muss satzungsmäßig, d. h. im Gesellschaftsvertrag verankert werden und mit entsprechenden Kompetenzen ausgestattet werden; man spricht in diesem Fall von einer organschaftlichen Legitimation. Der Gesellschaftsvertrag regelt in diesem Fall insbesondere die wesentlichen Bestimmungen und Grundlagen über die Beiratszusammensetzung, die Ernennung und Abberufung der Beiratsmitglieder und seine Aufgaben- und Entscheidungskompetenzen. Neben diesen gesellschaftsvertraglichen Regelungen können weitere Detailfragen auch in einer Geschäftsordnung des Beirats geregelt werden.
Im Gegensatz zum schuldrechtlich vereinbarten Beirat ist der im Gesellschaftsvertrag verankerte Beirat Organ der Gesellschaft.
Soweit die Errichtung eines Unternehmensbeirats nicht bereits bei der Gründung satzungsmäßig geregelt ist, kann die Errichtung nur durch eine Satzungsänderung vorgenommen werden.

### Beratender Beirat
Ein (rein) beratender Beirat (auch "schuldrechtlicher Beirat" genannt) kann auch auf schuldrechtlicher Basis vereinbart werden, vergleichbar dem Abschluss eines Beratervertrags. Ein auf schuldrechtlicher Basis eingerichteter Beirat darf lediglich beratende Funktion und/oder repräsentativen Charakter haben.

## Aufgabengebiete

### Beratung
Der Beirat dient als Gesprächs- und Diskussionspartner für die Geschäftsführung und die Gesellschafter. Fragestellungen der täglichen Unternehmenspraxis aber auch spezielle Themen werden diskutiert. Der sog. beratende Unternehmensbeirat besitzt keine Entscheidungsbefugnis. Seine Erörterungen werden den Entscheidungsträgern des Unternehmens (Geschäftsleitung, Gesellschafterversammlung) als Entscheidungshilfe vorgelegt.
Die Beratung des Beirats kann sich auf alle Unternehmensbereiche beziehen. Sie umfasst sowohl den operativen Bereich (etwa Investitionen, Personalfragen, Marketing) als auch den strategischen Bereich (etwa Nachfolgeplanung, langfristige Unternehmensausrichtung, neue Produkt-/Dienstleistungsfelder).

### Überwachung
Sollten die Gesellschafter aus Zeit oder Qualifikationsgründen ihre Gesellschafterrechte nicht ganz oder teilweise nicht selbst ausüben können oder wollen oder ist der Kreis der Gesellschafter unüberschaubar groß, kann der Beirat überwachend tätig werden. Er entspricht insofern dem Aufsichtsrat einer AG und muss dann ein sog. organschaftlicher Beirat sein.
Die Ergebnisse seiner Überwachung dienen der Gesellschafterversammlung zur Abstimmung und Entscheidung. Der Beirat hat keine Geschäftsführungsbefugnis, unterscheidet sich daher deutlich von der Geschäftsleitung.

### Ausgleichsfunktion
Ein Beirat, der ausschließlich mit Nicht-Gesellschaftern besetzt ist, kann wesentlich zu einer Versachlichung des Dialogs zwischen Geschäftsführung und Gesellschaftern beitragen. Denkbar ist der Einsatz eines Beirats zur Schlichtung oder zur Entscheidung bei Meinungsverschiedenheiten. Auch im Generationenkonflikt kann ein Unternehmensbeirat vermitteln.

### Vertretung von Gesellschafterstämmen
In dieser Funktion übt der Beirat einige der Rechte der Gesellschafter aus. Da diese Befugnisse im Gesellschaftsvertrag auf den Unternehmensbeirat übertragen werden müssen, kann nur ein organschaftlich legitimierter Beirat als Vertreter der Gesellschafterstämme fungieren.
Am sinnvollsten erscheint dies, wenn die Anzahl der Gesellschafter sehr groß ist.
Der Beirat kann hierbei entscheiden über:
- Erstellung der Jahresplanung
- Neubestimmung der Geschäftsführung
- Verwendung des Jahresüberschusses
- Anerkennung von potentiellen Käufern von Unternehmensanteilen und Beratung über den Kaufpreis der Anteile

### Imagewirkung
Die Berufung prominenter Personen in einen Unternehmensbeirat soll das Unternehmensimage aufwerten. Die Beiratsmitglieder bringen zudem ihr eigenes Kontakt- und Beziehungsnetzwerk mit in das Unternehmen ein, das diesem von Nutzen sein kann.

### Bedingte Errichtung
Möglich ist eine bedingte oder zeitlich befristete Errichtung eines Unternehmensbeirats, beispielsweise im Rahmen der Sicherung der Unternehmensnachfolge.

## Einzelheiten

### Zahl der Beiratsmitglieder
Die Zahl der Beiratsmitglieder ist völlig frei bestimmbar. Die Festlegung sollte sich an der Größe des Unternehmens und an den Aufgaben des Beirats orientieren. Zur Vermeidung von Patt-Situationen empfiehlt sich eine ungerade Anzahl von Beiratsmitgliedern. Die Auswahl der Beiratsmitglieder trifft das dafür im Gesellschaftsvertrag vorgesehene Organ, z. B. die Gesellschafterversammlung.

### Qualifikation von Beiratsmitgliedern
Im Hinblick auf die Aufgabenstellung des Beirats sollte sich die Auswahl an der unternehmerischen Qualifikation der möglichen Beiräte orientieren.
Für externe Beiräte, die nicht zum Gesellschafterkreis gehören, spricht, dass sie zusätzliches Wissen ins Unternehmen bringen.
Aktive oder ehemalige Gesellschafter als Beirat sind zweckmäßig, wenn es um die Vertretung von Gesellschafterstämmen geht, eventuell im Zuge von Nachfolgeregelungen. Sie bilden eine Zwischenstufe zwischen der Gesellschafterversammlung und dem Beirat.
Geschäftsführer können nach ihrer aktiven Tätigkeit in den Beirat wechseln um ihr Wissen noch mit einzubringen und den Nachfolgern den Einstieg zu erleichtern. Aktive Geschäftsführer sollten aber in keinem Fall im Beirat sein, da hier ein Interessenkonflikt besteht.
Bei einem Beirat, der hauptsächlich zur Imagepflege dient, ist die Prominenz der Mitglieder und deren  Image in der Öffentlichkeit ein wichtiges Auswahlmerkmal.

### Bestellung und Abberufung von Beiratsmitgliedern
Einzelheiten zur Bestellung und Abberufung von Beiratsmitgliedern ergeben sich in der Regel aus dem Gesellschaftsvertrag. Häufig werden Beiratsmitglieder von der Gesellschafterversammlung bestimmt. Möglich ist aber auch, dass Beiratsmitglieder von der Geschäftsführung gewählt werden. Soweit es sich bei dem Unternehmensbeirat um ein Kontrollgremium handelt, ist jedoch bei der Wahl der Beiratsmitglieder auf die Unabhängigkeit des Unternehmensbeirats von dem zu kontrollierenden Unternehmensorgan zu achten. In der Praxis finden sich des Öfteren auch Modelle, bei denen sich ein bereits bestehender Unternehmensbeirat bei Veränderungen (Ausscheiden) durch Kooption (Zuwahl) aus sich selbst heraus ergänzt.

### Amtsdauer des Beirats
Die Amtsdauer des Beirats wird regelmäßig im Gesellschaftsvertrag festgelegt. Neben einer Bestellung auf unbestimmte Zeit ist auch die Bestellung auf eine jeweils konkrete Amtsperiode denkbar.

### Abberufung des Beirats
Auch hier orientiert sich das Vorgehen an den Regelungen des Gesellschaftsvertrags bezüglich der Abberufung durch Dritte (Gesellschafterversammlung, Geschäftsführung) als auch für die Frage einer etwaigen Amtsniederlegung durch den Beirat selbst. Zur Sicherung der Handlungsfähigkeit des Beirats ist eine konkrete Regelung im Vorfeld sehr zu empfehlen.

### Organisation des Beirats
Grundsätzlich ist zu bestimmen, welche Teilbereiche der Beiratsorganisation im Gesellschaftsvertrag verankert werden. Alle dort nicht enthaltenen Bestimmungen sollte eine separate Geschäftsordnung regeln. Veränderungen am Gesellschaftsvertrag sind allerdings formbedürftig, was regelmäßig (positiv wie negativ) eine höhere Hürde für Änderungen bedeutet.

### Haftung des Beirats
Siehe Hauptartikel: Beiratshaftung
Zur Haftung des Beirats bestehen sehr unterschiedliche Auffassungen. Haftungsgrundlage ist neben einer Haftung aufgrund eines Dienstvertrags auch eine allgemeine Haftung (z. B. bei ungerechtfertigter Bereicherung). In vielen Fällen wird die Haftung auf Vorsatz, grobe Fahrlässigkeit oder aber eine betragsmäßige Limitierung beschränkt.
Für Beiräte von Kommanditgesellschaften (KG) oder Wohnungseigentümergemeinschaften gelten besondere Haftungsregeln.

### Beiratsvergütung
Für die Vergütung des Beirats gibt es keine Rechtsgrundlage. Sie sollte neben der zeitlichen Inanspruchnahme des einzelnen Beiratsmitglieds auch den Schwierigkeitsgrad der vom Beirat zu übernehmenden Aufgaben und die Größe des Unternehmens berücksichtigen. Dabei ist zu entscheiden, ob die Beiratsvergütung insgesamt fix oder zumindest teilweise erfolgsabhängig vereinbart wird.
Bei Personengesellschaften ist die Beiratsvergütung in voller Höhe als steuerliche Betriebsausgabe abzugsfähig, außer das Beiratsmitglied ist gleichzeitig Gesellschafter. Dann liegt eine Sondervergütung gem. § 15 Abs. 1 S. 1 Nr. 2 EStG vor.
Bei Kapitalgesellschaften ist die Beiratsvergütung grundsätzlich nur zu 50 % steuerlich abzugsfähig (§ 10 Nr. 4 KStG), wenn der Beirat die Geschäftsführung überwacht oder ihr beratend zur Seite steht.